# Надфіль

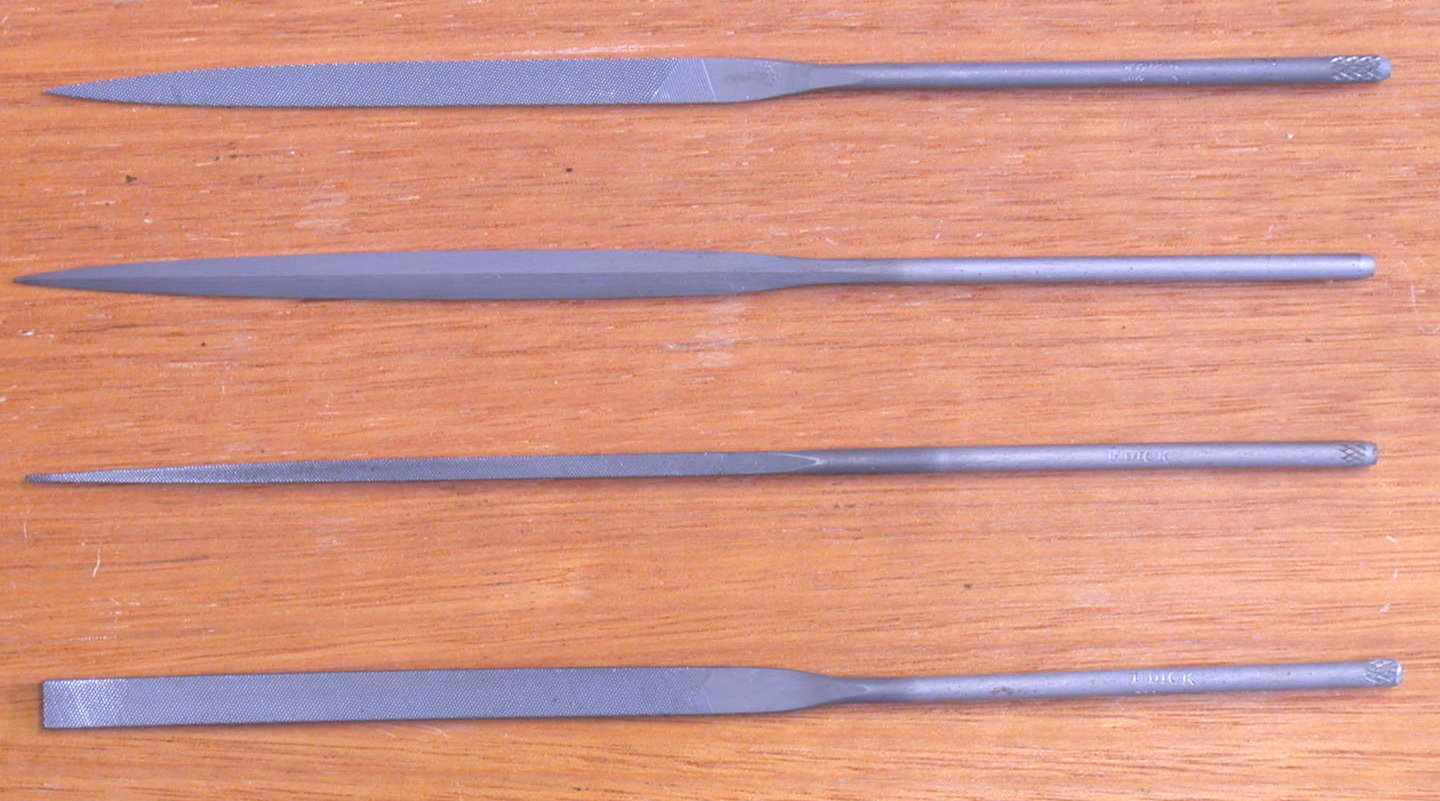
Надфілі в асортименті

На́дфіль (від нім. Nadelfeile — «голчастий напилок») — найдрібніший напилок, призначений для виконання дуже дрібної і точної роботи.
Надфілі різняться за формою поперечного перерізу і за числом насічок на один сантиметр довжини напилка.

## Види надфілів
Надфілі за ГОСТ 1513-67 виготовляють за формою поперечного перерізу одинадцяти типів: плоскі тупоносі, плоскі гостроносі, квадратні, тригранні, тригранні односторонні, круглі, напівкруглі, овальні, ромбічні, ножівкові і пазові.
Надфілі мають подвійну насічку: перша (основна) робиться під кутом 25 ° і друга (допоміжна) — під кутом 45 °. За щільністю насічок (основних/допоміжних) надфілі поділяються на десять номерів: № 00 (20/16 насічок), № 0 (25/21), № 1 (32/27), № 2 (40/35), № 3 (48/42), № 4 (56/50), № 5 (67/61), № 6 (80/74), № 7 (95/87), № 8 (112/104). Круглі та овальні надфілі та напівкругла сторона напівкруглих надфілів можуть мати одинарну (основну) насічку, крім того круглі надфілі можуть мати спіральну одинарну насічку під кутом 20+5°.
Надфілі виготовляють з довжиною робочої частини 50, 60, 80 мм та довжиною хвостовика відповідно 50, 60, 80 мм.
Надфілі виготовляють з інструментальної легованої сталі 13Х за ГОСТ 5950-2000 та вуглецевої сталі У12, У12А, У13, У13А (ГОСТ 1435-99) і гартують до твердості HRC 56…60.
Вузька сторона має одинарну насічку. Тип інструмента зазвичай написаний на його рукоятці. Для обробки матеріалів з твердих сплавів, кераміки та скла використовуються алмазні надфілі.

## Використання
Надфілі застосовують для лекальних, граверних робіт, а також для зачищання у важкодоступних місцях (отворах, кутах, коротких ділянках профілів тощо).